# Маски (комік-трупа)
«Маски» — одеська комік-трупа, яка була заснована у 1984 році. Незмінним керівником є Георгій Делієв. Найбільш відома комедійним телесеріалом власного виробництва «Маски-шоу». У репертуарі трупи також програми пантоміми та клоунади, низка комедійних театральних постановок. У співпраці з Одеською Студією Мультиплікації комік-трупа створила анімаційний серіал «Маски-шоу» та анімаційний проєкт «Тітонька Сова».

## Учасники
- Георгій Делієв
- Борис Барський
- Наталія Бузько
- Ігор Малахов
- Олександр Постоленко
- Михайло Волошин
- Володимир Комаров
- Евеліна Бльоданс
- Юрій Стицьковський
- Олексій Агопьян
- Олег Ємцев
- Альберт Каспарянц
- Валентин Опалєв
- Тетяна Іванова
- Вадим Набоков
- Сергій Гладков
- Ірина Токарчук
- Юрій Сковороднєв
- Вадим Поплавський
- Сергій Олех
- Яків Гопп
- Єгор Зарєв
- Яна Делієва
- Наталя Делієва

## Творчість

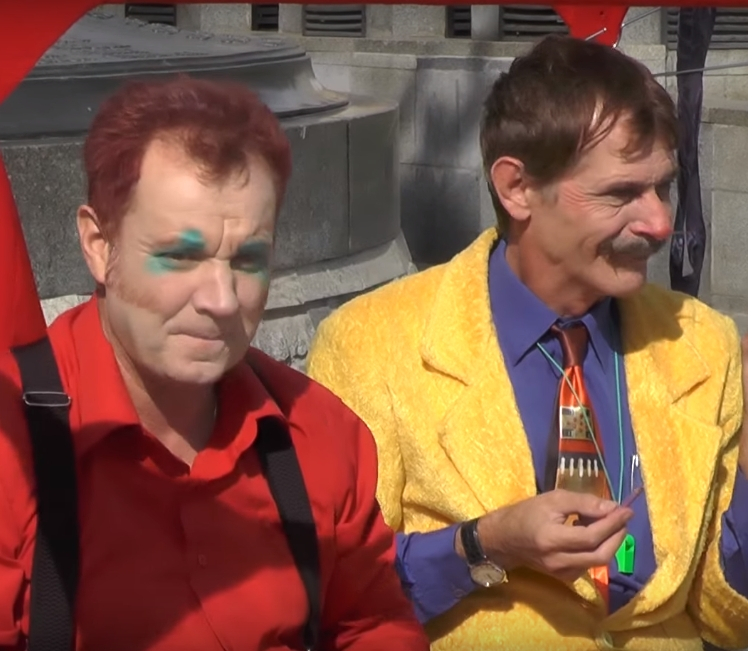
Георгій Делієв і Борис Барський, Одеса, 2015 р.

### Творчість до телесеріалу
Майбутні учасники «Масок» (Георгій Делієв, Ігор Малахов та Олександр Постоленко), бувши студентами, вчились на архітекторів, а Борис Барський — на факультеті атомної енергетики. В 1970-і вони ходили в конкуруючі студії пантоміми. У 1984 році Одеська обласна філармонія вирішила зібрати колектив пантоміми, учасниками якого вони і стали. Колектив отримав назву «Ансамбль пантоміми Одеської філармонії», а потім — «Сміхачі» й нарешті «Маски». Первісний склад був таким: Борис Барський, Олександр Постоленко, Наталія Бузько, Ігор Малахов, Михайло Волошин та Георгій Делієв. Наступного року Володимир Комаров повернувся з армії і приєднався до них. Колектив гастролював по СРСР.
Уперше «Маски» заявили про себе на загальносоюзному телебаченні у 1984 р. в програмі «Навколо сміху» (Вокруг смеха) своїм номером на мелодію «Мана-мана» (взятої з невідомого у СРСР фільму «Швеція: пекло та рай»). Його виконували Георгій Делієв та Олександр Постоленко. Юрій Володарський, який писав музику для перших спектаклів «Масок», зрозумів важливість телебачення для популяризації трупи й домігся, щоб кліп «Одеса-мама» демонстрували у передачі «Утренняя почта».
У 1989 році кінорежисер Володимир Мєньшов запросив Делієва з Володарським у Москву з пропозицією зняти повнометражний фільм. Делієв та Володарський повернулись в Одесу, при допомозі Олександра Тарасуля та Едуарда Каменецькиого (в майбутньому авторів «Джентельмен-шоу») вони написали сценарій комедії «Сім днів з російською красунею». У травні 1991 року Володарський з Делієвим закінчили чорновий монтаж, але розвитку проєкт не отримав через брак фінансування. Цей варіант проте був вкрадений і поширювався нелегально. Таким чином фільм отримав доволі широке коло глядачів ще до свого офіційного випуску. Протягом наступних 5 років студія намагалася перемонтувати фільм і в 1996 році він все ж вийшов у в обмежений прокат. Однак, більшого успіху він досягнув у випуску на відеокасетах — понад 1 млн проданих примірників.
Пізніше, у 2005 рр., учасники трупи заснували в Одесі у приміщенні Будинку клоунів ресторан «Мана-мана», названий на честь того номеру.

### Телевізійний серіал «Маски-шоу»
«Маски-шоу» — гумористичний телесеріал, поставлений трупою «Маски» в стилі німого кіно. Зйомки телесеріалу почалися в 1991 році, перша серія вийшла 5 вересня 1991 року. Останні випуски — у 2006 році.
У 1989 «Маски» почали їздити в світові гастролі до Данії, Німеччини, Колумбії та Японії. Відзняті там сценки стали основою для майбутніх телевізійних епізодів «Маски в Колумбії», «Маски шукають Гіґґсби» та «Маски в Японії». Делієв разом з Мітрофановим розробили концепцію телевізійного шоу та продали його російському телеканалу РТР. Перший сезон шоу отримав змішані відгуки. Багато глядачів вважали гумор «Масок» надто грубим і приземленим.
Сценарій епізодів писався методом мозкового штурму, всі ідеї записувалися на диктофон і потім розшифровувалися. Для музики спершу бралися чужі композиції. Титульну тему «Тун-дері тум-ба» записав у 1992 році Костянтин Пенчковський.
Нові епізоди перестали знімати в 1998 році через фінансову кризу. Російський Перший канал показував епізоди в повторі до 2000 року. 1999 року «Маски-шоу» стали виходити на ОРТ, де протрималися до вересня 2000 року. З 2004 до 2006 року прем'єри нових серій проходили на ТНТ, після чого програму остаточно закрили через невідповідність форматам.
У 2005—2006 вийшов новий сезон для українського Нового Каналу — «Маски на виборах». В Україні він отримав найвищі рейтинги з усіх сезонів «Маски-шоу», але був погано сприйнятий у Росії.

### Перелік серій «Маски-шоу»

#### 1991
- «Маски-шоу. Нон-стоп клоун»
- «Маски TV»
- «„Маски“ у Колумбії»

#### 1992
- «„Маски“ у Колумбії-2» (2 серії)
- «„Маски“ в опері»
- «„Маски“ на весіллі»
- «„Маски“ на іменинах» (2 серії)
- «„Маски“ у Країні Висхідного Сонця»
- «„Маски“ в Німеччині»
- «Маски-спорт-шоу» (2 серії)
- «„Маски“ в суді» (2 серії)
- «„Маски“ на секретному об'єкті»

#### 1993
- «Маски і Джентльмен-шоу» (2 серії)
- «Маски-Прев'ю-Шоу-’93»
- «„Маски“ на кіностудії»
- «„Маски“ в Одесі»
- «„Маски“ на ремонті»
- «„Маски“ на пікніку»
- «„Маски“ в армії» (2 серії)
- «„Маски“ у лікарні» (2 серії)
- «„Маски“ в опері-2» (2 серії)
- «„Маски“ грабують банк»

#### 1994
- «Маски і Джентльмен-шоу-2» (2 серії)
- «„Маски“ в „Росії“» (концерт присвячений 10-річчю комік-трупи «Маски») (4 серії (в телеверсії))

#### 1995
- «Кабаре „Маски-Шоу“» (17 серій)

#### 1996
- «„Маски“ на пароплаві»
- «Прибулець в гостях у „Маски-шоу“» (4 серії)

#### 1998
- «„Маски“ в ДАІ»
- «„Маски“ в колгоспі» (2 серії)
- «„Маски“ у потязі» (2 серії)
- «„Маски“ в партизанському загоні» (4 серії)
- «„Маски“ на безлюдному острові» (2 серії)
- «„Маски“ на пожежі»
- «„Маски“ на Дикому Сході» (2 серії)
- «Мумія в гостях у „Маски-шоу“» (2 серії)

#### 1999
- «„Маски“ в парку»
- «„Маски“ в криміналі»
- «„Маски“ у в'язниці» (2 серії)
- «„Маски“ на риболовлі»
- «Маски-суперскетчі» (4 серії)

#### 2000
- «КОМІКадзи» (2 серії)
- «Дракула — фатальний трикутник»
- «Троє в чу́мі» (2 серії)
- «Честь самурая» (2 серії)
- «Шахерезада — 1002 ніч»

#### 2001
- «Спокуси доктора Фауста»

#### 2002
- «„Маски“ в казино»
- «„Маски“ в Ізраїлі»
- «„Маски“ в Кемерово»
- «„Маски“ у шахті»

#### 2004
- «„Маски“ на перегонах»

#### 2005
- «„Маски“ під Новий Рік»
- «„Маски“ в ресторані»
- «„Маски“ у кінотеатрі»
- «„Маски“ у тролейбусі»
- «„Маски“ на боях без правил»
- «„Маски“ на кіностудії-2»
- «„Маски“ на мітингу»
- «Маски-суперскетчі-2005»

#### 2006
- «„Маски“ на виборах»[5] (6 серій)

### Документальні фільми
- 1996 — «„Маски“. Життя і шоу»
- 1997 — «Маски-Інформ» (4 серії)
- 1997 — «„Маски-шоу“ продовжується»
- 2003 — «Як знімали „Маски“ на перегонах»"
- 2004 — «„Маски-шоу“. 15 років потому»
- 2009 — «„Маски“. Між життям і сценою»
- 2012 — «Трагедії „Маски-шоу“»

### Інші телевізійні проєкти
- 1996 «Ліризми Бориса Барського» — особисті вірші Бориса Барського в авторському виконанні (102 серії по 60 секунд).
- 1996 «Літпамятники Бориса Барського» — телефільм на основі віршів Бориса Барського (10 серій по 13 хвилин).
- 2001 «Гра в класики» — 10-серійний проєкт на основі п'єс Бориса Барського.

У 1992—1994 роках «Маски» були учасниками Джентльмен-шоу. Вони зіграли в 4 епізодах, 2 з яких вийшли під назвами «Маски і джентльмени» та стали частиною серіалу «Маски-шоу»

### Кіно
- 1991 «Сім днів з російською красунею»
- 2001 «Чеховські мотиви»
- 2002 «Клініка»
- 2007 «Розстріл»

### Театр
Власні

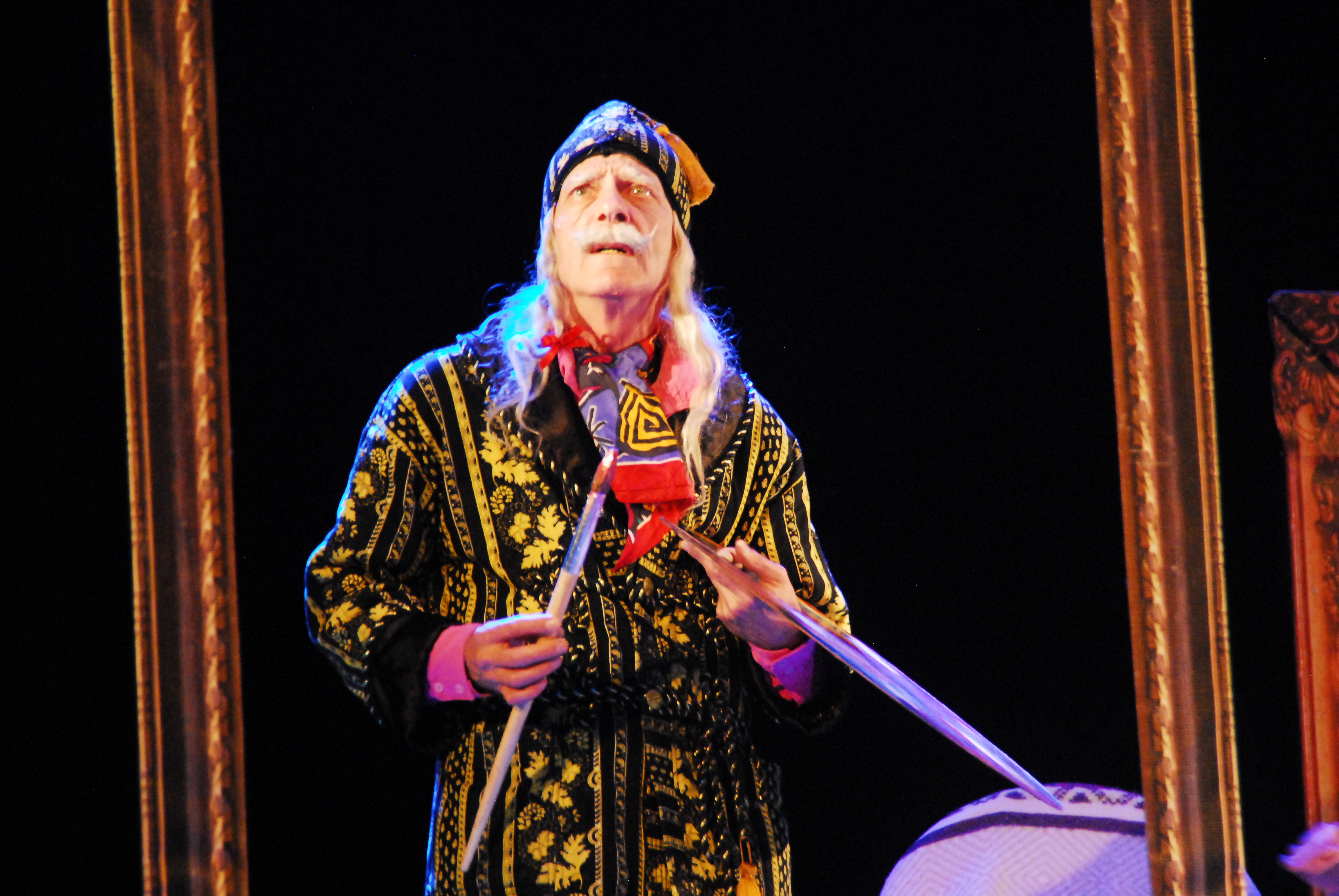
Спектакль «Одеський підкидьок», Мелітополь, 2017 р.

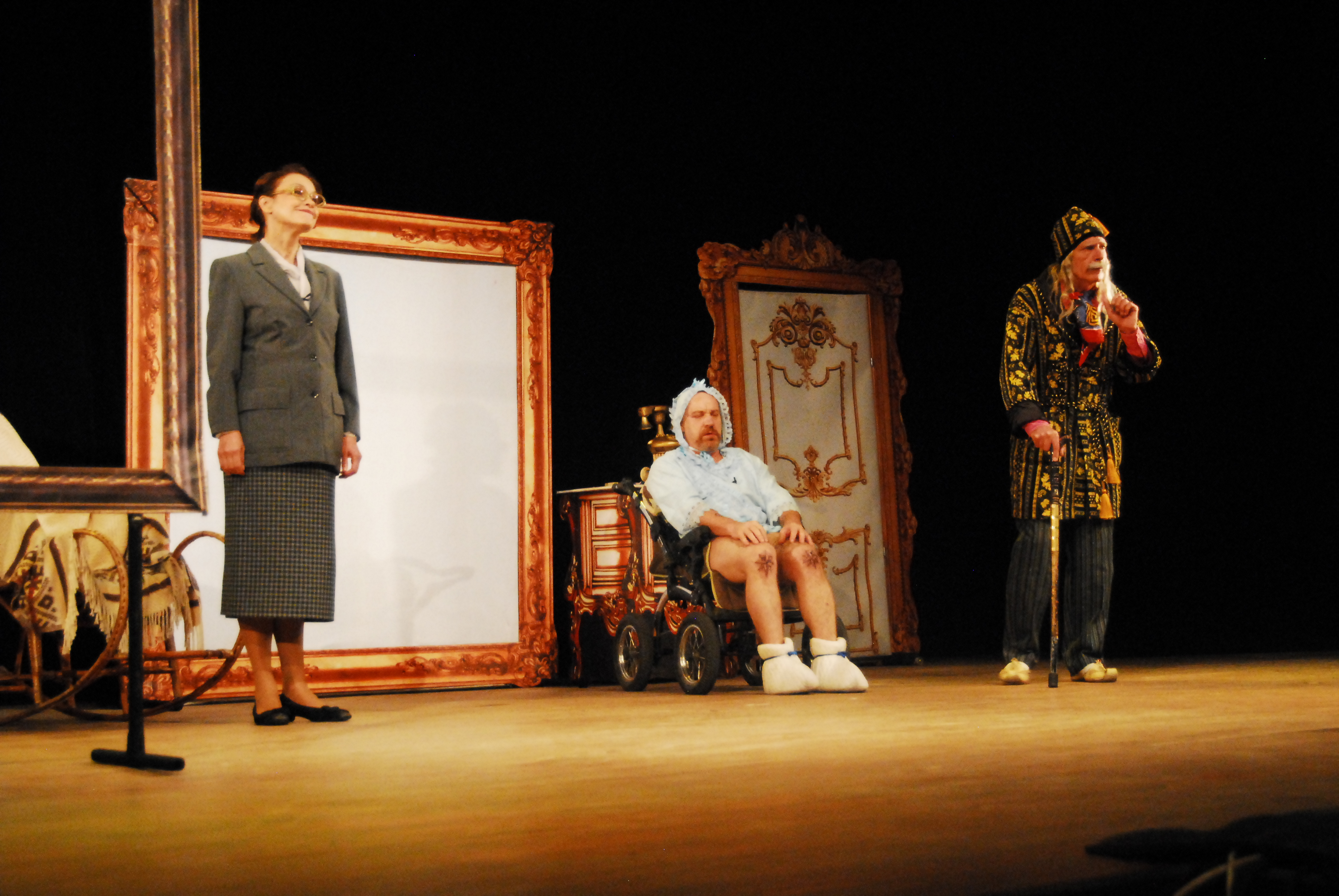
Спектакль «Одеський підкидьок», Мелітополь, 2017 р.

- «Атака клоунів» («Нон-стоп клоун»)
- «Зустрічі с Борисом Барським»
- «Діннер Шоу»
- «Маски в Кубі»

Пародії на класику
- «Дон Жуан»
- «Ромео та Джульєтта»
- «Отелло»
- «Нічна симфонія»
- «Моцарт і Сальєрі»
- «Орфей і Евридіка»

## Діяльність поза шоу

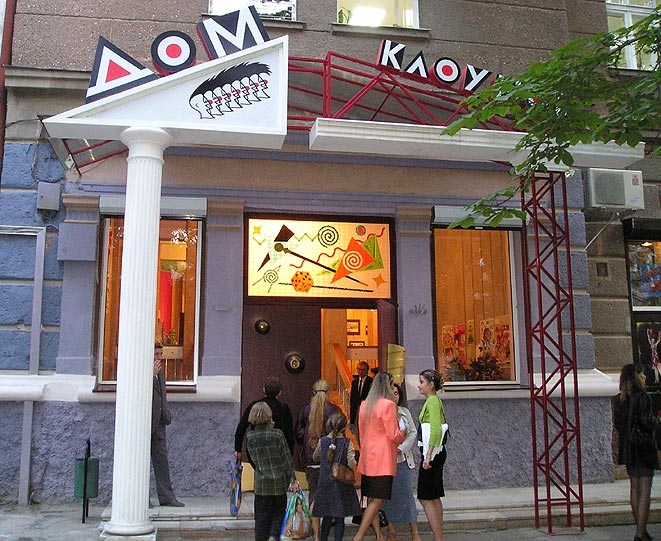
Театр «Дім клоунів»

У 2002 році «Маски» відкрили театр «Дім клоунів» в Одесі. Делієв знімався в кіно. Трупа зосередилася на театральному мистецтві, розробивши 11 авторських п'єс. Володимир Коморовський покинув трупу.
Учасники «Масок» з 2011 року організовують щорічну «Комедіаду» — міжнародний фестиваль клоунів в Одесі.
«Маски» знялися в 2016 році для VR-серіалу Maski VR з нагоди 25-річчя «Маски-шоу». Серіал налічує 2 безкоштовних епізоди та 6 платних.

## Нагороди
- Премія «Золотий Остап» (1993).
- Премія «Телетріумф» за роботу «Маски-шоу» в номінації «Гумористична програма на регіональному каналі» (2001).[8]

## Вплив
Англомовний кліп трупи під назвою «Maski» (1989) можливо є першим виконанням репу на радянському телебаченні.
Назва «Маски-шоу» отримала в Україні та Росії також інше значення — напади, обшуки, що виконуються неопізнаними людьми в масках.